# Gerhard Fieseler Werke

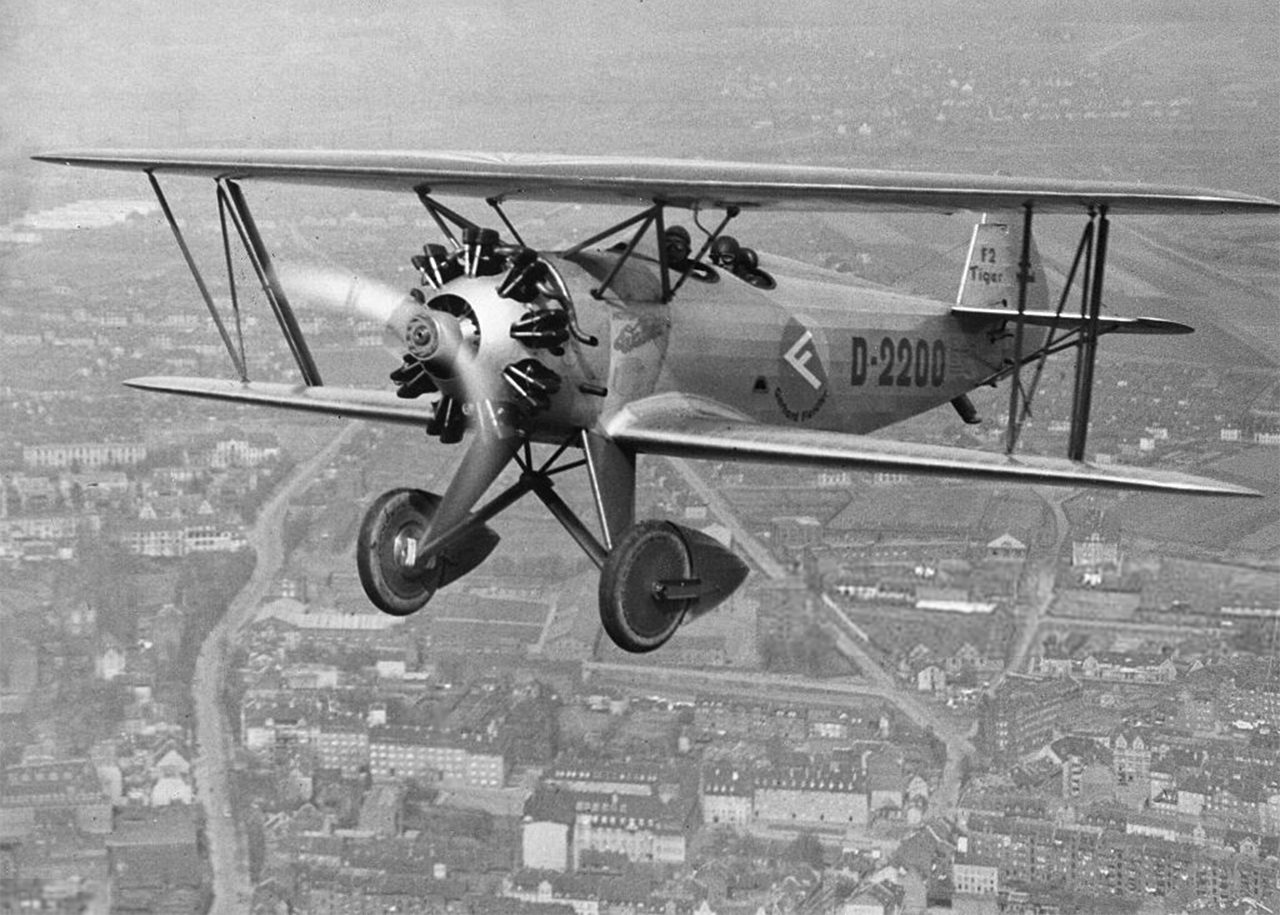
El Fieseler F 2 Tiger (D-2200) de Gerhard Fieseler sobre Kassel, 1932

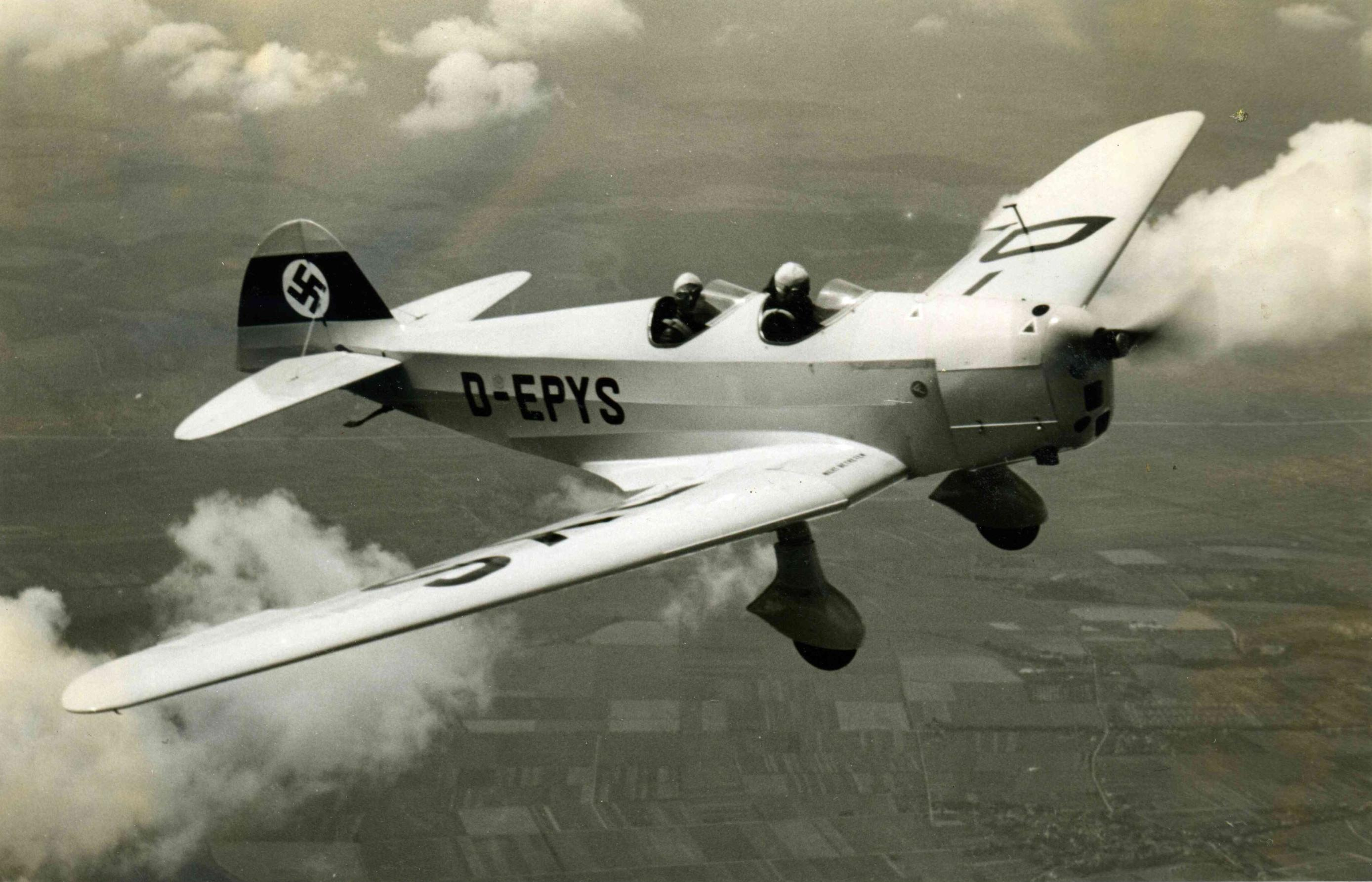
Fieseler F 5, 1933

Gerhard Fieseler Werke era un fabricante aeronáutico alemán con actividad durante las décadas de 1930 y 40. La empresa es recordada principalmente por su avión STOL de reconocimiento y enlace Fi 156 Storch y su bomba volante —el primero de los más tarde llamados "misiles de crucero"— Fieseler Fi 103 o V1  construidos para la Luftwaffe durante la Segunda Guerra Mundial.

## Historia y diseños

### Primera época 1930-1934
En la primavera de 1930, Gerhard Fieseler antiguo as de caza (apodado "el tigre de Macedonia") durante la I Guerra y afamado piloto acrobático y de planeadores se hizo cargo de la firma fabricante de planeadores Kegel-Flugzeugbau Kassel en Ihringshausen y la rebautizó como Fieseler Flugzeugbau Kassel en 1931. Por razones de espacio y logística, en el otoño de 1933 las operaciones se trasladaron a Bettenhausen (Kassel) instalándose en los edificios de la antigua Königlich-Preußischen Munitionsfabrik (Real Fábrica de Municiones de Prusia). Además de esta "Planta I" en Bettenhausen, se construyó la "Planta II" en Lohfelden  y la "Planta III" junto al aeródromo de Kassel-Waldau, que se utilizó como aeródromo de la firma. G. Fieseler no estaba satisfecho con la muy compleja construcción de los planeadores e imaginó planeadores basados en un principio de construcción modular. La gama de productos, desde el planeador de entrenamiento básico Kegel-Zögling hasta el planeador de alto rendimiento Kegel III con una envergadura de 18,7 m y una tasa de planeo de 28:1, se estandarizó y se presentaron los planeadores Kassel 12 a Kassel 25 correspondiente a un coeficiente de planeo 12:1 - 25:1; una medida de la distancia máxima que puede planear un velero en condiciones óptimas, desde una altura dada. Aquí podría cambiar fuselajes y superficies de forma económica y casi a voluntad para "cambiar" a un avión de mayor peso. También se ofrecía un biplaza para entrenamiento y un remolque de transporte de planeadores. La empresa fue en aquellos momentos el primer fabricante de planeadores en serie del mundo.

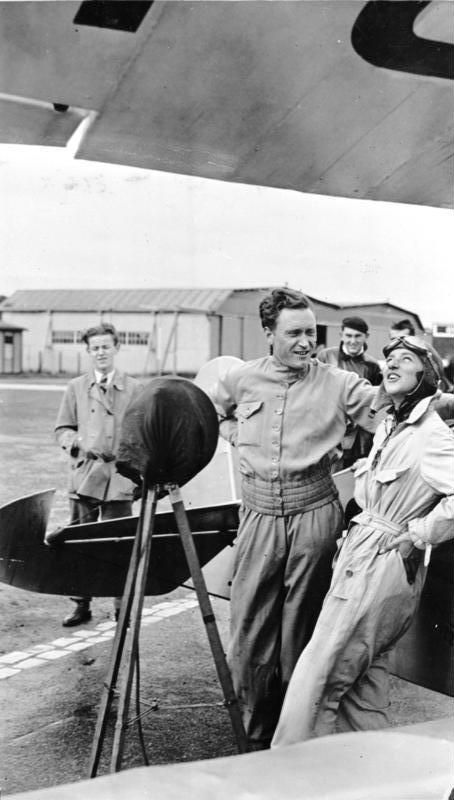
Gerhard Fieseler y Vera von Bissing durante los campeonatos acrobáticos de 1931 en Berlín-Tempelhof

Fieseler también construía y diseñaba planeadores personalizados para algunos de los más destacados pilotos; entre ellos el Musterle del alemán Wolfram Hirth  y los del austriaco Robert Kronfeld Wien y Austria (este último, con una envergadura de 30 m, un récord que no se igualará hasta finales del siglo XX). Su primer encargo comercial, fue el desarrollo y fabricación de tres aviones motorizados biplaza como soporte publicitario para la empresa tabacalera Haus Bergmann (HB), con el resultado del avanzado (y malogrado) diseño del pionero de la aerodinámica Alexander Lippisch . Este era un biplaza sin cola de tipo delta con dos motores en tándem (propulsor e impulsor) designado Fieseler F 3 ''Wespe'' (más tarde DFS 39).
Al mismo tiempo, y como sucesor del F 1 Tigerschwalbe como anterior avión acrobático de G. Fieseler, se construyó el avión acrobático F 2 Tiger, que también fue utilizado por la piloto acrobático Vera von Bissing, la primera mujer que consiguió realizar un bucle hacia adelante (desarrollado por G. Fieseler).
A partir de 1932 se inicia el diseño y fabricación de los aviones motorizados Fieseler F 4 y F 5 en su empresa, que ahora cuenta con alrededor de 35 empleados. El avión deportivo biplaza F 4 con motor de 4 cilindros en línea invertida de 40 hp Argus As 16 exhibido en el DELA en 1932 resultó ser un fracaso; sin embargo, el siguiente diseño Fieseler F 5 equipado con un motor Hirth HM 60 de 66 PS (65 hp; 49 kW), fue todo un éxito, pues se recibieron los suficientes pedidos como para iniciar la producción en serie, por lo que Fieseler Werke aumentó su fuerza laboral a 200 hombres en unos pocos días. Al mismo tiempo, el monoplano de turismo con capacidades STOL Fieseler Fi 97 tuvo mucho éxito cuando participó en las diferentes pruebas técnicas del Challenge International de Tourisme de 1934 celebrado en Varsovia y particularmente en la prueba —rally— del Circuito Europa-África de 9537 km obteniendo la primera posición.
Dado que Fieseler Flugzeugbau recibió más pedidos a través del RLM y su empresa había crecido hasta los 500 empleados, Gerhard Fieseler, a los 40 años, tuvo que ocuparse principalmente de la dirección de su empresa y se despidió de los vuelos de demostración y acrobáticos.

### Periodo 1934-1947

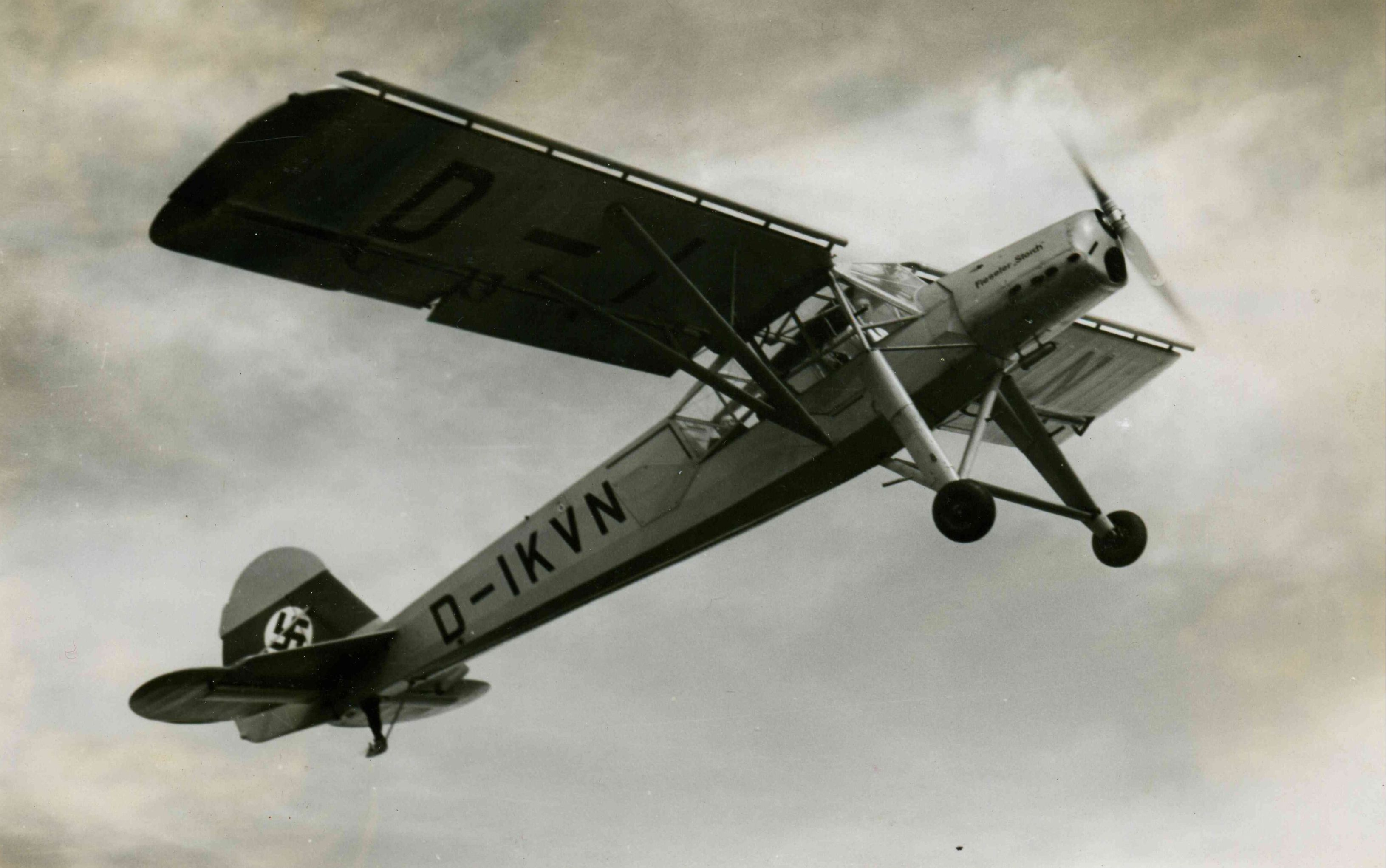
El exitoso modelo Fi 156 "Storch". El D-IKVN fue el aparato de demostración de la empresa

En 1934, el Reichsluftfahrtministerium (RLM) realizó pedidos a la compañía Fieseler de aviones civiles y el desarrollo de un bombardero en picado (Fi 98). Debido a los pedidos del RLM, las plantas tuvieron que ampliarse considerablemente. Para ello, el RLM requiere que la gerencia de la empresa firme un llamado "acuerdo de transferencia de valores", por el cual el RLM figura como propietario de todos los bienes muebles en las fábricas Fieseler, incluyendo los aviones construidos en ellas; para este propósito, la expansión de las plantas y la producción fue apoyada por préstamos baratos del RLM.
En 1936 se inició la producción del monomotor de ala alta con capacidad STOL Fieseler Fi 156 Storch (‘cigüeña’ en alemán) y, poco tiempo después la construcción bajo licencia entre 1938-1940 del entrenador Klemm Kl 35, del caza Messerschmitt Bf 109 (específicamente el modelo Bf 109 T exclusivo de Fieseler, diseñado para su uso en el portaaviones alemán Graf Zeppelin), así como algunas versiones del Focke-Wulf Fw 190. La empresa, que mientras tanto había crecido a 5300 empleados, recibió el título de "Empresa modelo nacionalsocialista" en 1938. El 1 de abril de 1939, Fieseler Flugzeugbau Kassel cambió su nombre a Gerhard Fieseler Werke GmbH (GFW).

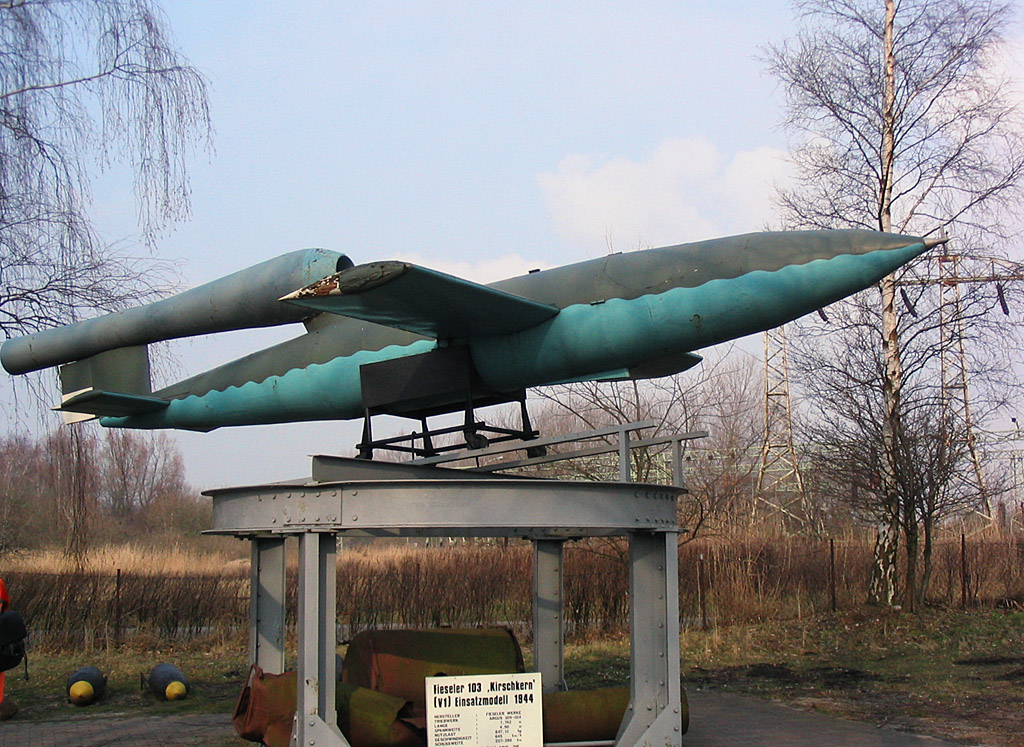
Fieseler Fi 103 V1

El 5 de junio de 1942, el Ministerio del Aire del Reich encargó el desarrollo de un "proyectil de largo alcance en forma de avión": la bomba volante Fieseler Fi 103 más conocida como V1 (Vergeltungswaffe 1, Arma de represalia 1) desarrollada por los ingenieros Robert Lusser de Fieseler y de Argus Motorengesellschaft Fritz Gosslau. De unos 30.000 V1 construidos, 9251 fueron enviados contra el Reino Unido (la mayoría hacia Londres) y 6551 contra el puerto y ciudad de Amberes. Durante los ataques aéreos sobre Kassel el 28 de julio de 1943, las fábricas de Fieseler en Bettenhausen y Waldau fueron objeto de un primer ataque por las Fuerzas Aéreas del Ejército de los Estados Unidos (USAAF) en Kassel; las zonas residenciales y la vecina Spinnfaser AG se vieron afectadas en su mayor parte. En otro ataque de la RAF sobre Kassel el 22 de octubre de 1943, más de 10000 personas murieron y todas las plantas industriales sufrieron graves daños. No se alcanzaron las cifras de producción requeridas por la Luftwaffe y Gerhard Fieseler fue despedido como gerente de la firma el 29 de marzo de 1944. El sucesor temporal nombrado por el ministro de Armamento y Producción Albert Speer, Sachs, duplicó la producción e implementó la pena de muerte para los trabajadores forzados. El 19 de abril de 1944, los bombardeos de la USAAF dañaron nuevamente las obras reparadas de la planta Fieseler. Un empleado destacado de Fieseler hasta principios de 1942 fue el diseñador e ingeniero Erich Bachem, quien en 1944 diseñó y produjo el primer caza cohete interceptor experimental tripulado Bachem Ba 349 Natter; más tarde fundó su propia compañía especializada en caravanas "Eriba"; su empresa pasó a formar parte de Erwin Hymer Group, donde Eriba sigue siendo una marca dentro del grupo en la actualidad.
El 15 de octubre de 1947, las autoridades militares aliadas anunciaron que las instalaciones de Gerhard Fieseler Werke serían desmanteladas como parte de su plan de desmantelamiento. Gerhard Fieseler después de finalmente poder continuar con su negocio en 1951, comenzó a producir ventanas, pequeños muebles y accesorios de iluminación, también dirigía un pequeño hotel. En 1957, sin embargo, Fieseler abandonó sus actividades empresariales y el hotel cerró en 1966. Tres años más tarde, la sociedad de responsabilidad limitada (GmbH) se convirtió en sociedad personal (Personengesellschaft). G. Fieseler aportó todos sus activos a su fundación que lleva su nombre, fundada en Kassel el 17 de octubre de 1980. Hasta el día de hoy, el nombre de la calle Am Fieseler Werk en Lohfelden recuerda la antigua ubicación de la empresa.

## Productos
Fieseler construyó aviones a partir de su propio desarrollo, así como bajo licencia de otros fabricantes.
En ocasiones, más de 10.000 trabajadores, incluidos trabajadores forzados holandeses y franceses fueron empleados en las tres plantas Fieseler en Kassel.
- F 1 Tigerschwalbe - biplano deportivo y acrobático, 1930
- F 2 ''Tiger'' - biplano de competición acrobática, 1932
- F 3 Wespe - ala voladora experimental biplaza, 1932
- F 4 - monoplano deportivo biplaza, 1932
- Fi 5 - biplano deportivo monomotor biplaza, 1933
- Fi 97 - monoplano de turismo cuatriplaza, 1934
- Fi 98 - prototipo biplano de ataque a tierra / bombardero en picado, 1936
- Fi 99 - prototipo monoplano biplaza deportivo, 1937
- Fi 103 (V-1) - misil de crucero, 1944
- Fi 103R Reichenberg - misil de crucero tripulado, 1945
- Fi 156 Storch (Stork) - monoplano STOL de reconocimiento y comunicaciones triplaza, 1936
- Fi 157 - monoplano monomotor teledirigido, objetivo antiaéreo controlado por radio, 1937
- Fi 158 - prototipo monoplano monomotor de investigación civil, versión tripulada del Fi 157, 1938
- Fi 167 - biplano bombardero, torpedero y de reconocimiento embarcado, 1937
- Fi 253 Spatz - monoplano deportivo diseñado para el programa Volksflugzeug, 1937
- Fi 256 - monoplano STOL de enlace de 5 plazas, 1941
- Fi 333 - proyecto de avión de transporte militar bimotor polivalente, 1942

## Bajo licencia
- Klemm Kl 35
- Messerschmitt Bf 109 T
- Focke-Wulf Fw 190 A3/A8/D9